# 陳烱
陳烱（?—?），福建漳州府龍溪縣人，明朝政治人物、進士出身。
洪武二十年，福建鄉試中舉。洪武二十一年，登進士，授兵部主事。